# Canoagem nos Jogos Pan-Americanos de 2023 - C-1 200 m feminino
A competição do C-1 200 m feminino da canoagem nos Jogos Pan-Americanos de 2023 foi disputada entre 1 e 3 de novembro de 2023 na Lagoa Grande, em San Pedro de la Paz. Um total de 10 canoístas, cada uma representando um Comitê Olímpico Nacional (CON), participaram do evento.

## Calendário
Horário local (UTC−3).
| Data          | Hora  | Fase          |
| ------------- | ----- | ------------- |
| 1 de novembro | 9:45  | Eliminatórias |
| 1 de novembro | 11:35 | Semifinal     |
| 3 de novembro | 9:45  | Final B       |
| 3 de novembro | 9:55  | Final A       |

## Medalhistas
| Ouro   | CUB Yarisleidis Cirilo |
| Prata  | CHI María Mailliard    |
| Bronze | CAN Sophia Jensen      |

## Resultados

### Eliminatórias
As duas primeiras de cada bateria se classificam à Final A e as restantes disputam a semifinal.
Bateria 1
| Pos. | Canoísta                | CON                | Tempo | Notas |
| ---- | ----------------------- | ------------------ | ----- | ----- |
| 1    | Sophia Jensen           | CAN Canadá         | 47.13 | FA    |
| 2    | Andreea Ghizila         | USA Estados Unidos | 47.63 | FA    |
| 3    | Valdenice do Nascimento | BRA Brasil         | 49.10 | SF    |
| 4    | Martina Vela            | ARG Argentina      | 54.77 | SF    |
| 5    | Javianyelis Rivas       | VEN Venezuela      | 57.73 | SF    |

Bateria 2
| Pos. | Canoísta           | CON          | Tempo | Notas |
| ---- | ------------------ | ------------ | ----- | ----- |
| 1    | Yarisleidis Cirilo | CUB Cuba     | 46.96 | FA    |
| 2    | María Mailliard    | CHI Chile    | 48.42 | FA    |
| 3    | Anggie Avegno      | ECU Equador  | 51.11 | SF    |
| 4    | Nicol Guzmán       | MEX México   | 51.17 | SF    |
| 5    | Manuela Gómez      | COL Colômbia | 51.69 | SF    |

### Semifinal
As quatro primeiras se classificam à Final A e as restantes disputam a Final B (fora da chance por medalhas).
| Pos. | Canoísta                | CON           | Tempo   | Notas |
| ---- | ----------------------- | ------------- | ------- | ----- |
| 1    | Anggie Avegno           | ECU Equador   | 51.34   | FA    |
| 2    | Valdenice do Nascimento | BRA Brasil    | 51.94   | FA    |
| 3    | Manuela Gómez           | COL Colômbia  | 52.92   | FA    |
| 4    | Nicol Guzmán            | MEX México    | 53.63   | FA    |
| 5    | Martina Vela            | ARG Argentina | 54.86   | FB    |
| 6    | Javianyelis Rivas       | VEN Venezuela | 1:00.79 | FB    |

### Finais
As finais definem as posições de todas as canoístas. Na Final A são decididas as medalhistas.
Final B
| Pos. | Canoísta          | CON           | Tempo | Notas |
| ---- | ----------------- | ------------- | ----- | ----- |
| 9    | Martina Vela      | ARG Argentina | 50.35 |       |
| 10   | Javianyelis Rivas | VEN Venezuela | 55.76 |       |

Final A
| Pos.              | Canoísta                | CON                | Tempo | Notas |
| ----------------- | ----------------------- | ------------------ | ----- | ----- |
| Medalha de ouro   | Yarisleidis Cirilo      | CUB Cuba           | 45.87 |       |
| Medalha de prata  | María Mailliard         | CHI Chile          | 46.18 |       |
| Medalha de bronze | Sophia Jensen           | CAN Canadá         | 46.87 |       |
| 4                 | Andreea Ghizila         | USA Estados Unidos | 46.94 |       |
| 5                 | Valdenice do Nascimento | BRA Brasil         | 49.10 |       |
| 6                 | Anggie Avegno           | ECU Equador        | 49.21 |       |
| 7                 | Manuela Gómez           | COL Colômbia       | 49.28 |       |
| 8                 | Nicol Guzmán            | MEX México         | 49.31 |       |